# گوش‌فیل
گوش‌فیل یکی از انواع شیرینی‌های سنتی ایران است که مواد آن را زرده تخم مرغ، شیر یا ماست، روغن و خمیرمایه بیکینگ پودر تشکیل می‌دهند. گوش‌فیل از شیرینی‌جات مخصوص شهر اصفهان و اراک است. زولبیا و بامیه و گوش‌فیل تقریباً یکی و بسیار شبیه یکدیگر است.

## دوغ و گوشفیل اصفهان
دوغ و گوشفیل یک میان‌وعده سرشناس در شهر اصفهان است که به شهر شیرینی های لذیذ شهرت دارد بدین صورت که گوش فیل در این شهر با ترکیب دوغ محلی (ترکیب آب و ماست ترش) خورده می شود. این ترکیب از دیرباز در فرهنگ غذایی مردم محلی ریشه داشته و تا به امروز ادامه دارد.

## ترکیب
- زردهٔ تخم مرغ
- شیر
- بیکینگ پودر
- شربت بار یا عسل
- روغن مایع
- آرد سفید[۴]

## طرز تهیه
شیر و بیکینگ پودر و دو عدد گوش فیل پخته. آرد را کم‌کم اضافه می‌کنند و هم می‌زنند تا خمیر به دست نچسبد و زیاد هم سفت نشود. سپس خمیر را خوب مالش داده و ۳ ساعت در کیسه نایلون می‌گذارند بماند. روی میز آرد پاشیده و خمیر را نازک باز می‌کنند و با قالب گرد می‌برند سپس آردهای اضافی را پاک می‌کنند و یک طرف دایره را با دست کمی جمع می‌کنند تا چین‌خوردگی پیدا کند. سپس روغن فراوانی را داغ می‌کنند و خمیرهای قالب زده را در روغن سرخ می‌کنند. پس از سرخ شدن در صافی می‌گذارند تا روغن بسیار آن گرفته شود. وقتی کاملاً سرد شدند دو طرف آن را مخلوط پودر قند و هل کوبیده می‌پاشند و در ظرف می‌چینند.